# Mühlenstraße 206 (Mönchengladbach)

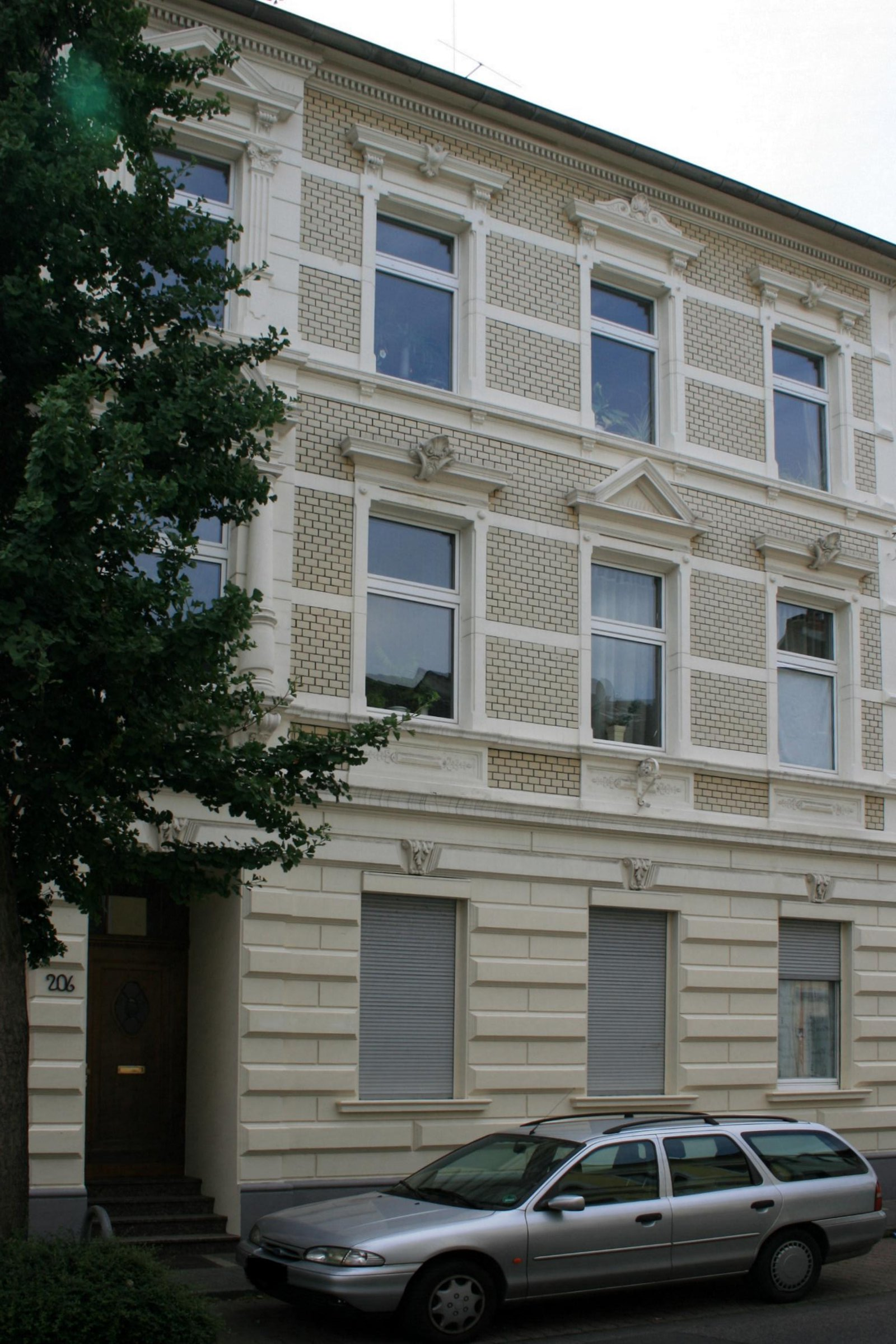
Wohnhaus (2010)

Das Wohnhaus Mühlenstraße 206 befindet sich im Stadtteil Rheydt in Mönchengladbach (Nordrhein-Westfalen).
Das Gebäude wurde um die Jahrhundertwende erbaut. Es wurde unter Nr. M 002 am 4. Dezember 1984 in die Denkmalliste der Stadt Mönchengladbach eingetragen.

## Architektur
Haus Nr. 206 steht in einem Zusammenhang mit dem Haus Nr. 208. Bei dem Objekt handelt es sich um ein dreigeschossiges Vier-Fenster-Haus mit einem Satteldach. Die Bauzeit liegt um die Jahrhundertwende.